# Duguetia calycina
Duguetia calycina é uma espécie de magnólia. Foi descrito pela primeira vez por Raymond Benoist .  Duguetia calycina pertence ao gênero Duguetia, e à família Annonaceae.
Este tipo de planta pode ser encontrado em:
- Brasil
- Guiana
- Suriname

## Morfologia
A espécie apresenta ramos jovens cobertos por tricomas lepidotos, folhas de lâminas estreitamente elípticas com faces adaxiais glabras e faces abaxiais levemente cobertas por tricomas lepidotos. A base das folhas pode ser aguda ou obtusa, enquanto o ápice varia entre acuminado e agudo. Suas inflorescências são paucifloras, com flores de botões globosos deprimidos, sépalas livres e largamente ovadas, e pétalas subiguais de coloração creme, amarela ou branca. Os frutos são elipsoides ou subglobosos, de cor marrom ou amarelada, e densamente cobertos por tricomas estrelados, apresentando um colar basal distinto.

## Ocorrência
A espécie é nativa, mas não endêmica do Brasil, com registros confirmados nos estados do Amazonas, Amapá, Pará e Maranhão. Habita os domínios fitogeográficos da Amazônia, sendo encontrada em tipos de vegetação como Florestas de Igapó e Florestas de Terra Firme.